# Medaille für den Sieg bei Brienne
Die Medaille für den Sieg bei Brienne wurde am 8. Februar 1814 durch König Friedrich I. von Württemberg gestiftet und konnte allen Soldaten der königlichen Truppen verliehen werden, die an der siegreichen Schlacht bei La Rothière am 1. Februar 1814 gegen Frankreich teilgenommen haben.
Die aus Gold für Offiziere bzw. Silber für Unteroffiziere und Mannschaften geprägte runde Medaille zeigt von einem Lorbeerkranz umschlossen, die vierzeilige Inschrift Für den Sieg am 1.“Febr.1814. Unter der Inschrift die gekrönten und verschlungenen Buchstaben F R (Friedrich Rex). Rückseitig ebenfalls von einem Lorbeerkranz umschlossen die vierzeilige Inschrift König und Vaterland dem Tapfern.
Getragen wurde die Auszeichnung am Band auf der linken Brustseite.